# Проскура, Ольга Васильевна
Ольга Васильевна Проскура (31 мая 1904, Киев — 2 мая 1978, Киев) — украинский советский врач-уролог, доктор медицинских наук (1959), профессор. Заслуженный деятель науки УССР (1968).

## Биография
Родилась 31 мая 1904 года в Киеве.
В 1928 году окончила Киевский медицинский институт (ныне Национальный медицинский университет имени А. А. Богомольца).
В 1953—1969 годах работала заведующей кафедрой урологии медицинского института. С 1961 года работала профессором Киевского института усовершенствования врачей.
В 1958 году защитила докторскую диссертацию на тему: «Рациональные методы хирургического лечения пузырно-влагалищных свищей». Получила учёную степень доктора медицинских наук, звание профессора. Её научным руководителем был профессор А. А. Чайка.
В течение многих лет занимала должность главного уролога Министерства здравоохранения СССР.
Скончалась 2 мая 1978 года в Киеве. Похоронена на участке № 2 Байкового кладбища.

## Научная деятельность
Автор около 120 научных работ. Основные труды посвящены вопросам пластической урологии при травмах мочевых органов и их отклонениях от нормы, мочекаменной болезни, изучению изменений функций органов и совершенствованию оперативной техники и консервативных методов лечения при нефролитиазе.
Учениками были профессора П. Н. Федорченко, Э. Я. Баран, И. Ф. Юнда.

## Награды
- Орден «Знак Почёта»;
- Медали;
- Заслуженный деятель науки Украинской ССР (1968).